# فريديريك كورتويس
فريديريك كورتويس (بالفرنسية: Frédéric Courtois)‏ هو مبشر وعالم طيور فرنسي، ولد في 25 أكتوبر 1860 في Les Châtelliers-Notre-Dame ‏ في فرنسا، وتوفي في 21 سبتمبر 1929 في يانيونغانغ في الصين.